# مالك جونسون (ممثل)
مالك عقيل جونسون (مواليد 22 يونيو 2000) ممثل أمريكي. اشتهر بدور جيسون جاكسون في مسلسل نتفليكس الجيش الكبير. تشمل أفلامه مربعات صغيرة والرجال الصغار والمفصل.

## حياة سابقة
ولد جونسون في بروكلين ، منزله الأول في ستاريت سيتي ، لمارك جونسون وتريسي ستيث. نشأ في منطقة بيدفورد-ستايفسانت حيث كان والده يمتلك صالون الحلاقة هنتر هنتر من عام 1996 حتى إغلاقه في عام 2015 بسبب التحسين.
درس مالك في مدرسة كوبل هيل للدراسات الأمريكية. كان أول ظهور تلفزيوني له في عام 2004 إعلان تجاري بدياشور. ظهر في الكتالوجات والإعلانات مع العربات مثل فيريزون ،  جاب ،  استهداف ، بيلسبري ، زوليلي ، الاتحاد المتحد للمعلمين ، ميسي ، شون جون ،  ايروبوستال ، الكحل. أخذ دروس التمثيل مع الافتتاح. وهو الآن مقيم في كوينز.

## روابط خارجية
- مالك جونسون في قاعدة بيانات الأفلام على الإنترنت